# Эга (язык)
Эга — язык, на котором говорят в деревне Борондуку кантона Дьес региона Сюд-Бандама в Кот-д’Ивуаре. Хотя традиционно считается одним из языков ква, Роджер Бленч консервативно классифицирует его как отдельную ветвь атлантическо-конголезской языковой семьи, предполагая, что эга на самом деле связан также с вольта-нигерийскими языками. Также в языке эга существует полная система именного класса, известная в языках банту.